# Джон Тун
Джон Рендольф Тун (англ. John Randolph Thune; нар. 7 січня 1961, Пірр, Південна Дакота) — американський політик, сенатор від штату Південна Дакота (вперше обраний у 2004), член Республіканської партії. У 1997–2003 роки він був членом Палати представників США.
У 1983 році отримав ступінь бакалавра в Університеті Біоли, а у 1984 — ступінь магістра ділового адміністрування в Університеті Південної Дакоти.
13 листопада 2024 року переміг у другому раунді виборів лідера республіканців у Сенаті з результатом в 29 голосів. 
3 січня 2025 став лідером більшості офіційно після складання присяги Сенатом.
24 січня 2025 року був одним з промовців на щорічному "Марші за життя" в Вашингтоні.

## Підтримка України
Після початку повномасштабної агресії росії послідовно підтримує Україну.
У травні 2022 у своєму виступі в Сенаті Тун заявив, що США мають «продовжувати підтримувати Україну в її боротьбі за свободу», а також визнав «величезні досягнення України в успішному протистоянні російській агресії в її боротьбі за свободу».
Після блокування українських портів засудив використання голоду як інструмента боротьби.
Весною 2024 року тиснув на Палату представників для ухвалення законопроєкту про допомогу Україні.